# Friedrich Ludwig Abel
Friedrich Ludwig Abel, in den USA meist Frederick L. Abel (* 14. Mai 1794 in Ludwigslust, Mecklenburg-Schwerin, Heiliges Römisches Reich Deutscher Nation; † 23. September 1820 in Savannah, Georgia, Vereinigte Staaten) war ein deutscher Geiger, Pianist, Musikpädagoge und Komponist.

## Leben
Friedrich Ludwig Abel stammte aus einer Musikerfamilie. Er war ein Sohn des Hofmusicus am Schloss Ludwigslust August Christian Andreas Abel (1751–1834) und dessen Frau Johanna Sophia Friderica, geb. Hein(t)z,  Großneffe von Carl Friedrich Abel und Enkel von Leopold August Abel. Wie sein jüngerer Bruder Johann Leopold Abel (1795–1871) erhielt er von ihrem Vater von früher Kindheit an Violin- und Klavierunterricht. Er ging mit beiden auf eine finanziell nicht erfolgreich Konzerttournee durch Norddeutschland.
Nachdem Friedrich Ludwig in Europa eine solide musikalische Ausbildung erhalten hatte, die Anstellungsaussichten durch die Folgen der Napoleonischen Kriege aber düster waren, emigrierte er in die USA und gelangte 1817 nach Savannah. Dort arbeitete er als Musiklehrer. Er lernte Lowell Mason kennen, den dortigen Chorleiter an der Presbyterian Church. Ihm gab Abel Unterricht in Harmonielehre und Komposition. Er unterstützte ihn bei der Arbeit an einer eigenen Version des Hymnals [Gesangbuchs] von William Gardiner (1770–1853). 1819 kam sein Bruder nach Savannah, um sich auch dort niederzulassen. Auch er arbeitete als Musiklehrer und gab Violin-, Cello- und Gitarrenunterricht.  Er starb an Gelbfieber während einer von Juni bis Oktober 1820 andauernden Epidemie in Savannah. Lowells Hymnal wurde zwei Jahre nach Abels Tod 1822 mit Hilfe der Handel and Haydn Society in Boston veröffentlicht.